# Elena Maria Catargiu-Obrenović
Elena Maria Catargiu-Obrenović (ur. 1831, zm. w 1876 lub 1879), znana w Serbii jako Marija Obrenović – mołdawsko-rumuńska szlachcianka. 
Pochodziła z bojarskiej rodziny  Catargiu. Była żoną Miloša Obrenovicia (bratanka założyciela dynastii Obrenović - Miłosza Obrenowicia, księcia Serbii), matką króla Serbii Milana I oraz kochanką Aleksandra Jana Cuzy - pierwszego księcia Rumunii. 
Ze związku małżeńskiego doczekała się syna - Milana Obrenovicia (ur. 1854, zm. 1901), księcia (1868-1882), a następnie króla Serbii (1882-1889), rządzącego jako Milan I. Jako kochanka księcia Rumunii urodziła mu dwóch synów: Alexandru Al. Ioan Cuza (zm. 1889) oraz Dimitrie Cuza (zm. 1888).